# كيت برايس
كيت برايس (بالإنجليزية: Kate Price)‏ (و. 1872 – 1943 م) هي ممثلة، وممثلة مسرحية، من الولايات المتحدة الأمريكية، ولدت في كورك، توفيت عن عمر يناهز 71 عاماً.

## وصلات خارجية
- كيت برايس على موقع IMDb (الإنجليزية)
- كيت برايس على موقع أول موفي (الإنجليزية)
- كيت برايس على موقع قاعدة بيانات الأفلام السويدية (السويدية)
- كيت برايس على موقع قاعدة بيانات الفيلم (الإنجليزية)
- كيت برايس على موقع كينوبويسك (الروسية)